# Małgorzata Komorowska (chemiczka)
Małgorzata Anna Komorowska (ur. 1946) – polska chemiczka. Absolwentka Uniwersytetu Jagiellońskiego. Od 2014 profesor na Wydziale Podstawowych Problemów Techniki Politechniki Wrocławskiej.